# 泉沟子荠
泉沟子荠（学名：Taphrospermum fontanum）也称双脊荠，为十字花科沟子荠属下的一种多年生草本植物。产四川、甘肃、青海、新疆、西藏。生在高山草地，海拔4000-5000米。模式标本采自甘肃。 